# Frank Kugler
Frank X. Kugler (Alemanya, 29 de març de 1879 – Saint Louis, 7 de juliol de 1952) va ser un esportista alemany de naixement i estatunidenc d'adopció que va participar en proves de lluita, halterofília i joc d'estirar la corda als Jocs Olímpics de 1904.
En les diferents proves en què participà guanyà un total de quatre medalles, un de plata i tres de bronze. La medalla de plata fou en la categoria de pes pesant del programa de lluita.
Guanyà dues medalles de bronze en les dues proves del programa d'halterofília, l'aixecament a dues mans i el concurs complet.
És l'únic esportista en haver guanyat medalles en tres esports diferents en uns mateix Jocs Olímpics.